# Église Notre-Dame de Turqueville
Pour les articles homonymes, voir Église Notre-Dame.
L'église Notre-Dame de Turqueville est un édifice catholique, de la fin du XIIe siècle, qui se dresse sur le territoire de la commune française de Turqueville, dans le département de la Manche, en région Normandie.
L'édifice est classée au titre des monuments historiques.

## Localisation
L'église Notre-Dame est située sur la commune de Turqueville, dans le département français de la Manche.

## Historique
Aresfaste ou Herfaste, oncle de Richard II, duc de Normandie, aurait concédé à Saint-Pierre-de-Chartres la tierce partie de Turqueville. Elle est donnée à l'abbaye de Montebourg lors de la dédicace de l'église par Guillaume de Vernon et Luce, sa mère. Mais cette donation ne comprenait pas la totalité de l'église, l'abbaye de Saint-Sauveur-le-Vicomte partageant le droit de patronage et de présentation, l'abbé de Montebourg, le vicaire, l'abbé de Saint-Sauveur, et le prieur de Sainte-Croix de Virandeville se partageant inégalement les revenus de l'église selon le Livre noir des abbés de Montebourg et de Saint-Sauveur.
Toujours sous le même double patronage dans le Livre blanc, à partir de 1665, l'abbé de Montebourg est le seul présentateur avec une cure de 600 livres. Cette année-là, le curé payait une décime de trente-cinq livres, vingt-neuf livres en 1721.

## Description
L'église est de style roman tardif.
Le chœur à deux travées avec chevet plat, ainsi que la croisée du transept, datent de la limite entre le XIIe et le XIIIe siècle. La nef aveugle à deux travées séparée des collatéraux par des piliers ronds avec chapiteaux à crochets est du milieu du XIIIe siècle. Elle est agrandie au XIVe siècle par une reprise des croisillons et l'adjonction de deux chapelles ouvertes sur le transept et le chœur qui était à l'origine simple,.
La grande fenêtre du croisillon sud présente un réseau à motifs trilobés du XIVe siècle. La grande baie de façade date du début du XVIe siècle, comme les hauts pignons du clocher
Probablement à la suite d'une lourde dégradation au début du XVIe siècle, le côté septentrional est largement remanié par la suppression du croisillon, le revoûtement de la chapelle et la modification des deux piles nord de la croisée du transept.
À l'occasion de travaux de restauration du chœur, des peintures murales sont découvertes en 2008 dans les quartiers de voûtes du chœur. Les artistes du début du XIVe siècle y ont représenté, peut-être au moment de la réfection de l'église, selon la technique de la demi-fresque (couleurs posées non sur l'enduit mais sur un badigeon de chaux), le Christ de l'Apocalypse sur le voûtain oriental, entouré des symboles des quatre évangélistes, et six apôtres sur les trois autres voûtains, dont saint Thomas, saint Pierre, saint André et saint Paul.
Le sol est pavé en calcaire blanc, gris et noir au XVIIe et XIXe siècles. Les lambris de bois et de plâtre dans la nef et les collatéraux sont en revanche modernes.
Au-dessus de la croisée du transept, le clocher carré est couvert par un toit en bâtière d'une hauteur inhabituelle, percé de chaque côté par une lucarne étroite au décor flamboyant.
Le portail ouest élevé à la fin du XVIIe ou au début du XVIIIe siècle présente des portes à deux vantaux en bois de chêne et pentures en fer.
Les verrières, réalisées en 1937 par Bordereau (Angers), figurent notamment la Nativité, l'Assomption de la Vierge, et une scène représentant « un prêtre montrant son cœur flamboyant à une jeune mère portant un enfant dans les bras ».

## Protection
L'église en totalité est classée au titre des monuments historiques par arrêté du 27 août 2010.

## Mobilier
L'église abrite une poutre de gloire de 4,30 mètres en bois de sapin taillé, peint et doré, datée du XVIIIe ou XIXe siècle, classée objet au monuments historiques le 29 janvier 1982. Un tableau du Christ enfant couché sur la croix du XIXe siècle, classé le 5 décembre 1908, a été déclassé le 8 juin 1936 pour cause de disparition, ainsi que dans le cimetière un calvaire du début du XVe siècle inscrit au titre objet.